# Oficina de Violencia Doméstica
La Oficina de Violencia Doméstica (OVD) es un ente público argentino creado en 2006 por la Corte Suprema de Justicia de la Nación Argentina para facilitar el acceso a la justicia a las víctimas de violencia doméstica. Recibe únicamente denuncias por casos de violencia doméstica, trata de personas con fines de explotación sexual o explotación de la prostitución.
Acepta casos tanto de personas que concurren voluntariamente a sus oficinas, como los que le son derivados por comisarías, hospitales y ONG de la Ciudad de Buenos Aires. Tiene convenios firmados con todas las Cortes y Superiores Tribunales de las provincias del país para el intercambio de información.
Cuenta con profesionales de las áreas del derecho, la medicina, la psicología y el trabajo social. Las denuncias se reciben con la presencia de un profesional del derecho y otro de la psicología.
Desde su creación, trabaja todos los días, las 24 horas, en sus oficinas de Lavalle 1250 (Buenos Aires). Depende directamente de la Presidencia de la CSJN.

## Historia
El 22 de septiembre del 2004 la Corte Suprema suscribió la acordada 33/04, en la que resuelve formar un grupo de trabajo  integrado por magistrados del Poder Judicial de la Nación con el objetivo de formar, en el lapso de 60 días, una oficina de atención para casos de violencia doméstica, con funcionamiento las 24 horas del día, todos los días del año, que garantizase el acceso a la justicia a los denunciantes y facilitase a los jueces recursos para cumplir con su trabajo.
El 15 de febrero del 2005, la Corte suscribió la acordada, en la que indica al grupo de trabajo diseñar un curso de capacitación para los aspirantes a desempeñarse en la OVD y realizar entrevistas a los postulantes a integrarla.
El 27 de diciembre de 2006, mediante la acordada 40/2006, se aprobó el reglamento que regula el funcionamiento de la OVD.
En agosto de 2016, se ampliaron las funciones de la oficina para atender casos de trata de personas con fines de explotación sexual y/o de explotación de la prostitución.

## Funciones
Algunas de sus funciones son:
- Ofrecer información vinculada con la problemática de la violencia doméstica en el ámbito de la Ciudad de Buenos Aires
- Recibir las declaraciones de víctimas
- Informar a las víctimas los cursos posibles de acción
- Disponer la realización de los exámenes médicos, psicológicos, psiquiátricos y/o sociales que sean necesarios
- Realizar el seguimiento de los casos ingresados
- Elaborar estadísticas